# کولویل ویمیس
کولویل ویمیس (انگلیسی: Colville Wemyss; ۲۶ آوریل ۱۸۹۱ – ۲ آوریل ۱۹۵۹) ژنرال اهل بریتانیا بود. وی برندهٔ جوایزی همچون صلیب نظامی شده است.
کولویل ومیس (با تلفظ ویم) فرزند الکساندر ومیس بود. او در مدرسه بدفورد و آکادمی نظامی سلطنتی وولیچ تحصیل کرد و در دسامبر ۱۹۱۰ به عضویت مهندسان سلطنتی درآمد.
مانند بسیاری از جوانان دیگر هم‌نسل خود، در جنگ جهانی اول خدمت کرد و نشان خدمات ممتاز و صلیب نظامی دریافت کرد. او در ژوئن ۱۹۱۸ به درجه سرگردی ارتقا یافت.
در سال ۱۹۲۰ به سپاه سلطنتی سیگنال که به تازگی تشکیل شده بود، منتقل شد. پس از تحصیل در کالج ستاد، کمبرلی از سال ۱۹۲۳ تا ۱۹۲۴، در سال ۱۹۲۶ به عنوان افسر ستاد کل در دفتر جنگ منصوب شد و سپس در سال ۱۹۲۹ به عنوان مربی در مدرسه سیگنال در کتریک منصوب شد. او در سال ۱۹۳۲ مدرسه سیگنال را ترک کرد تا به عنوان افسر ارشد در فرماندهی شمالی در یورک مشغول به کار شود.
در ۱ اکتبر ۱۹۳۵، ومیس به درجه سرهنگی ارتقا یافت و به عنوان معاون آجودان کل در دفتر جنگ در لندن منصوب شد. او بین ۱۸ ژانویه ۱۹۳۸ تا ژانویه ۱۹۳۹ دانشجوی کالج دفاع امپراتوری بود. پس از اتمام دوره، به درجه سرلشکری ارتقا یافت و در ۹ ژانویه ۱۹۳۹ به عنوان مدیر بسیج در دفتر جنگ منصوب شد. در ۱۹ فوریه ۱۹۴۰، او به سمت معاون آجودان کل نیروها در دفتر جنگ منتقل شد.
در ۱۰ ژوئن ۱۹۴۰، نه ماه پس از شروع جنگ جهانی دوم، ومیس جایگزین ژنرال رابرت گوردون-فینلیسون به عنوان آجودان کل نیروها شد. او با پذیرش این سمت به عنوان سرلشکر موقت ارتقا یافت. اهمیت روزافزون نقش ایالات متحده در جنگ جهانی دوم منجر به ایجاد یک مأموریت نظامی توسط دولت بریتانیا در واشینگتن دی سی شد. در ۳ ژوئن ۱۹۴۱، ومیس به عنوان رئیس مأموریت ارتش بریتانیا در واشینگتن منصوب شد. در ژانویه ۱۹۴۲، نخست‌وزیر وینستون چرچیل تصمیم گرفت ومیس را در واشینگتن با ژنرال سر جان دیل جایگزین کند، بنابراین ومیس به بریتانیا بازگشت. ومیس در ۱۶ ژوئن ۱۹۴۲ به عنوان دبیر نظامی وزیر جنگ منصوب شد. او قرار بود تا پایان جنگ در این پست کلیدی باقی بماند. او در ۱۵ اکتبر ۱۹۴۵، زمانی که جنگ تمام شده بود، به درجه ژنرالی ارتقا یافت و پس از تقریباً سی و شش سال خدمت، در ۲۳ نوامبر ۱۹۴۶ از ارتش بازنشسته شد.
ومیس در ۱۱ ژوئیه ۱۹۴۰ به عنوان عضو افتخاری نشان حمام منصوب شد و در ۱۴ ژوئن ۱۹۴۵ به مقام فرمانده شوالیه نشان حمام ارتقا یافت. او همچنین در ۱ ژوئیه ۱۹۴۱ به عنوان فرمانده شوالیه نشان امپراتوری بریتانیا منصوب شد. به پاس قدردانی از پیوندهایش با ایالات متحده، در ۲۳ ژوئیه ۱۹۴۸، نشان لژیون شایستگی در درجه فرمانده نیز به او اعطا شد.